# Świątniki (gromada w powiecie sandomierskim)
Świątniki – dawna gromada, czyli najmniejsza jednostka podziału terytorialnego Polskiej Rzeczypospolitej Ludowej w latach 1954–1972.
Gromady, z gromadzkimi radami narodowymi (GRN) jako organami władzy najniższego stopnia na wsi, funkcjonowały od reformy reorganizującej administrację wiejską przeprowadzonej jesienią 1954 do momentu ich zniesienia z dniem 1 stycznia 1973, tym samym wypierając organizację gminną w latach 1954–1972.
Gromadę Świątniki z siedzibą GRN w Świątnikach utworzono – jako jedną z 8759 gromad na obszarze Polski – w powiecie sandomierskim w woj. kieleckim, na mocy uchwały nr 13j/54 WRN w Kielcach z dnia 29 września 1954. W skład jednostki weszły obszary dotychczasowych gromad Świątniki, Bilcza, Jugoszów i Piekary-Kapituła ze zniesionej gminy Obrazów w tymże powiecie. Dla gromady ustalono 17 członków gromadzkiej rady narodowej.
31 grudnia 1961 do gromady Świątniki przyłączono wieś i kolonię Nasławice, wieś Krobielice Rządowe oraz kolonię Krobielice Podkarczemne ze zniesionej gromady Ossolin.
Gromada przetrwała do końca 1972 roku, czyli do kolejnej reformy gminnej.